# CONCACAF Champions' Cup 1992
La CONCACAF Champions' Cup 1992 è stata la 28ª edizione della massima competizione calcistica per club centronordamericana, la CONCACAF Champions' Cup.

## Nord/Centro America

### Gruppo 1

#### Primo turno
| Squadra 1          | Totale | Squadra 2        | Andata | Ritorno |
| ------------------ | ------ | ---------------- | ------ | ------- |
| Luis Ángel Firpo   | 1 - 0  | UNAM Pumas       | 0 - 0  | 1 - 0   |
| CSD Comunicaciones | 1 - 2  | C.D. Motagua     | 1 - 2  | 0 - 0   |
| CSD Municipal      | 2 - 3  | L.D. Alajuelense | 1 - 1  | 1 - 2   |

#### Secondo turno
| Squadra 1        | Totale | Squadra 2    | Andata | Ritorno |
| ---------------- | ------ | ------------ | ------ | ------- |
| L.D. Alajuelense | 5 - 1  | C.D. Motagua | 3 - 1  | 2 - 0   |
| Luis Ángel Firpo | Bye    |              |        |         |

#### Terzo turno
| Squadra 1        | Totale           | Squadra 2        | Andata | Ritorno |
| ---------------- | ---------------- | ---------------- | ------ | ------- |
| Luis Ángel Firpo | 2 - 2 3-5 (Pen.) | L.D. Alajuelense | 0 - 1  | 2 - 1   |

### Gruppo 2

#### Primo turno
| Squadra 1              | Totale | Squadra 2       | Andata | Ritorno |
| ---------------------- | ------ | --------------- | ------ | ------- |
| S.F. Bay Blackhawks    | 11 - 0 | Euro Kickers    | 10 - 0 | 1 - 0   |
| La Victoria            | 2 - 1  | Diriangén       | 1 - 0  | 1 - 1   |
| Cemcol-Crown           | 1 - 3  | Dallas Rockets  | 0 - 1  | 1 - 2   |
| Real Estelí            | 1 - 7  | Tauro           | 0 - 2  | 1 - 5   |
| Real España            | 3 - 1  | Águila          | 0 - 0  | 3 - 1   |
| Saprissa               | 2 - 4  | América         | 0 - 0  | 2 - 4   |
| Hamilton International | w/o*   | Vancouver 86ers |        |         |

- Vancouver 86ers ritirato prima andata*

#### Secondo turno
| Squadra 1           | Totale | Squadra 2              | Andata | Ritorno |
| ------------------- | ------ | ---------------------- | ------ | ------- |
| S.F. Bay Blackhawks | 5 - 2  | La Victoria            | 3 - 2  | 2 - 0   |
| Dallas Rockets      | 6 - 1  | Hamilton International | 4 - 0  | 2 - 1   |
| Real España         | bye    |                        |        |         |
| América             | bye    |                        |        |         |
| Tauro               | bye    |                        |        |         |

#### Terzo turno
| Squadra 1           | Totale | Squadra 2   | Andata | Ritorno |
| ------------------- | ------ | ----------- | ------ | ------- |
| Dallas Rockets      | 5 - 3  | Tauro       | 3 - 1  | 2 - 2   |
| S.F. Bay Blackhawks | 6 - 0  | Real España | 3 - 0  | 3 - 0   |
| América             | bye    |             |        |         |

#### Quarto turno
| Squadra 1           | Totale | Squadra 2 | Andata | Ritorno |
| ------------------- | ------ | --------- | ------ | ------- |
| Dallas Rockets      | 2 - 7  | América   | 1 - 2  | 1 - 5   |
| S.F. Bay Blackhawks | bye    |           |        |         |

#### Quinto turno
| Squadra 1 | Totale | Squadra 2           | Andata | Ritorno |
| --------- | ------ | ------------------- | ------ | ------- |
| América   | 4 - 3  | S.F. Bay Blackhawks | 3 - 1  | 1 - 2   |

## Caraibi

### Gruppo 1
Preliminary Round
| Squadra 1                  | Totale | Squadra 2   | Andata | Ritorno |
| -------------------------- | ------ | ----------- | ------ | ------- |
| San Cristobal Bancredicard | 5 - 4  | Unique F.C. | 2 - 1  | 3 - 3   |

- San Cristobal Bancredicard advance to the first round.

Primo turno
| Squadra 1                  | Totale | Squadra 2                          | Andata | Ritorno |
| -------------------------- | ------ | ---------------------------------- | ------ | ------- |
| SV Racing Club Aruba       | 5 - 7  | RKVFC Sithoc                       | 3 - 2  | 2 - 5   |
| Strikers F.C.              | 0 - 7  | Aiglon du Lamentin                 | 0 - 0  | 0 - 7   |
| SV Transvaal               | 2 - 1  | Trintoc F.C.                       | 2 - 0  | 0 - 1   |
| San Cristobal Bancredicard | 3 - 4  | Solidarité Scolaire (Baie-Mahault) | 3 - 3  | 0 - 1   |

Secondo turno
| Squadra 1          | Totale           | Squadra 2                          | Andata | Ritorno |
| ------------------ | ---------------- | ---------------------------------- | ------ | ------- |
| RKVFC Sithoc       | 2 - 2 3-2 (Pen.) | SV Transvaal                       | 2 - 1  | 0 - 1   |
| Aiglon du Lamentin | 2 - 1            | Solidarité Scolaire (Baie-Mahault) | 1 - 0  | 1 - 1   |

Terzo turno
| Squadra 1    | Totale           | Squadra 2          | Andata | Ritorno |
| ------------ | ---------------- | ------------------ | ------ | ------- |
| RKVFC Sithoc | 3 - 3 2-4 (Pen.) | Aiglon du Lamentin | 2 - 2  | 1 - 1   |

### Gruppo 2
Preliminari
| Squadra 1       | Totale | Squadra 2    | Andata | Ritorno |
| --------------- | ------ | ------------ | ------ | ------- |
| Rockmaster F.C. | w/o*   | Guayama F.C. |        |         |

- Guayama F.C. ritirato.*

Primo turno
| Squadra 1                 | Totale           | Squadra 2       | Andata | Ritorno |
| ------------------------- | ---------------- | --------------- | ------ | ------- |
| ASC Le Geldar             | 1 - 2            | SV Robinhood    | 1 - 0  | 0 - 2   |
| CRKSV Jong Colombia       | 2 - 2 2-4 (Pen.) | Mayaro United   | 1 - 0  | 1 - 2   |
| Union Sportive Robert     | 10 - 1           | Rockmaster F.C. | 6 - 0  | 4 - 1   |
| L'Etoile de Morne-à-l'Eau | w/o*             | Scholars F.C.   |        |         |

- Scholars FC ritirato prima andata*

Secondo turno
| Squadra 1             | Totale | Squadra 2                 | Andata | Ritorno |
| --------------------- | ------ | ------------------------- | ------ | ------- |
| Union Sportive Robert | 1 - 2  | L'Etoile de Morne-à-l'Eau | 1 - 1  | 0 - 1   |
| SV Robinhood          | 2 - 1  | Mayaro United             | 2 - 0  | 0 - 1   |

Terzo turno
| Squadra 1                 | Totale | Squadra 2    | Andata | Ritorno |
| ------------------------- | ------ | ------------ | ------ | ------- |
| L'Etoile de Morne-à-l'Eau | 3 - 4  | SV Robinhood | 3 - 1  | 0 - 3   |

## CONCACAF - Final Series

### Semifinali
7 ottobre 1992
- Santiago de Querétaro, Messico

| Squadra 1 | Risultato | Squadra 2 |
| --- | --------- | --------- |
| América Alejandro Domínguez 7’ Luis Roberto Alves 29’ Gonzalo Farfán 35’ Germán Martelotto 41', 82’ Hugo Sánchez 46’ (Pen.) José Enrique Rodón 88’ | 7 - 0     | Robinhood |

- San José, Costa Rica

| Squadra 1                              | Risultato | Squadra 2                   |
| -------------------------------------- | --------- | --------------------------- |
| Alajuelense Victor Badilla Luis Quirós | 2 - 1     | Aiglon du Lamentin Fondelot |

### Finale
5 gennaio 1993
- Santa Ana, Stati Uniti d'America

| Squadra 1                | Risultato | Squadra 2   |
| ------------------------ | --------- | ----------- |
| América Hugo Sánchez 67’ | 1 - 0     | Alajuelense |